# پیلار، بوهول
پیلار، بهل (به لاتین: Pilar, Bohol) یک منطقهٔ مسکونی در فیلیپین است که در بهل واقع شده‌است.